# جوناثان بايارد سميث
كان جوناثان بايارد سميث (بالإنجليزية: Jonathan Bayard Smith)‏(من مواليد 21 فبراير 1742 - والمُتوفى في 16 يونيو 1812) تاجر أمريكي من فيلادلفيا، ببنسلفانيا شغل منصب مندوب بنسيلفانيا إلى مؤتمر فيلادلفيا في 1777 و 1778. كان سميث أحد الموقعين على وثائق الكونفدرالية.

## حياته المُبكرة
كان جوناثان سميث ابن رجل أعمال تجاري ناجح هو صموئيل سميث من بورتسموث، نيو هامبشير انتقل إلى فيلادلفيا. تخرج سميث من جامعة برينستون في عام 1760 وانضم إلى والده في العمل. أصبح سميث من أوائل المدافعين عن الاستقلال الأمريكي.

## الخدمة الحرب الثورية
أصبح سميث عضوا في اللجنة المحلية للسلامة، وفي 1775 تم تعيين سكرتيرًا. تم انتخابه كمندوبًا للكونغرس القاري في عام 1777، حيث خدم من 4 أبريل من ذلك العام حتى نوفمبر 1778. أثناء وجوده في الكونجرس، صادق سميث على الوثائق الكونفدرالية في ولاية بنسلفانيا، ولكن بدا دوره كزعيم مدني أكثر أهمية. انضم سميث أيضًا إلى الميليشيا بعد أن دعا إلى حمل السلاح (وهو موقف لا يحظى بشعبية في بعض الأحيان في اتحاد الأصدقاء الدينية ببنسلفانيا، ليصبح ضابطًا برتبة مقدم من فوج جون بايارد.

## عمله في وقت لاحق
بعد عمله في الكونغرس، أعاد سميث اهتمامه إلى الأعمال، لكنه ظل نشطًا في الشؤون المدنية وأصبح مروجًا عظيمًا للتعليم. وفي عام 1779 كان أحد المؤسسين والأمين على «جامعة ولاية بنسلفانيا».وفي عام 1795، عندما اندمجت الجامعة مع مدرستين أخريين لتصبح جامعة بنسلفانيا، أصبح سميث أمينًا للمدرسة الجديدة حيث خدم فبها حتى وفاته. كما عمل أيضًا أمينًا لجامعته برينستون لمدة ثلاثين عامًا.
خدم سميث في المنظمات الأخوية والمدنية الأخرى. وحصل على لقب السيد الأكبر في فيلادلفيا من المنظمات الماسونية، ثم أصبح عضوًا في الجمعية الفلسفية الأمريكية.
تُوفي سميث في مقر إقامته في فيلادلفيا في عام 1812، ودُفن في مقبرة الكنيسة المشيخية الثانية هناك.

## روابط خارجية
- جوناثان بايارد سميث at the Biographical Directory of the United States Congress